# 1019
► | قرن 10  | << قرن 11  >> | قرن 12  | ◄ 

► | عقد 980  | عقد 990  | عقد 1000  | << عقد 1010  >> | عقد 1020  | عقد 1030  | عقد 1040  | ◄

► | ► | 1015  | 1016  | 1017  | 1018  | << 1019  >> | 1020  | 1021  | 1022  | 1023  | ◄ | ◄
اضغط هنا لمعرفة اليوم الهجري الذي يطابق أول يوم في 1019  | اضغط هنا لمعرفة اليوم الهجري الذي يطابق أخر يوم في 1019  | ابحث عن مواضيع متعلقة بسنة 1019  الأحداث الجارية

## أحداث
- نهاية حكم الزياديين باليمن.

## مواليد
- الأعلم الشنتمري
- المبشر بن فاتك

## وفيات
- الوزير والشاعر قاسم بن محمد الغساني
- عالم القراءات الأندلسي أبو العباس الأقليشي
- الشاعر يوسف المغربي